# Henri Garcin
Henri Garcin (* 11. April 1928 in Antwerpen, Belgien als Anton Albers; † 13. Juni 2022 in Paris) war ein französischer Theater- und Filmschauspieler niederländischer Herkunft.

## Leben
Henri Garcin wurde 1928 als Anton Albers in Antwerpen geboren. Im Alter von 22 Jahren ging er nach Paris, wo er sich an der Schauspielschule Cours Simon ausbilden ließ. Zunächst versuchte er sich als Kabarettist und lernte so Jacques Brel, Serge Gainsbourg, Jean Poiret und Michel Serrault kennen. Danach wandte er sich dem Theater zu. 1956 stand er erstmals vor der Filmkamera. In der Filmkomödie Leben im Schloß von Jean-Paul Rappeneau trat er 1966 als französischer Widerstandskämpfer an der Seite von Catherine Deneuve und Philippe Noiret auf. Während der Dreharbeiten zu dem im gleichen Jahr erschienenen Spionagefilm Judoka – Unser Mann von Interpol kam es zu einer Tragödie, als der von Garcin gesteuerte MG Midget MK III auf nasser Fahrbahn in die Seine rutschte. Während sich Garcin leicht verletzt aus dem Fahrzeug retten konnte, gelang es seiner Beifahrerin, der Schauspielerin Patricia Viterbo, nicht, die Fahrzeugtür zu öffnen. Sie ertrank vor den Augen des Filmteams.
Im Jahr 1974 folgte für Garcin ein Auftritt in Das wilde Schaf unter der Regie von Michel Deville neben Jean-Louis Trintignant und Romy Schneider. 1981 spielte er den Ehemann von Fanny Ardant in François Truffauts Filmdrama Die Frau nebenan. Auch beim französischen Fernsehen trat er regelmäßig als Darsteller in Erscheinung. Von 1985 bis 1993 war er in der Rolle des Nachbarn Pierre Brettevolle in über 300 Folgen der Comedy-Serie Maguy zu sehen, bei der es sich um eine französische Version der US-Sitcom Maude handelte.
Garcin sprach neben Französisch auch fließend Niederländisch. Er wirkte mehrfach in Filmen des niederländischen Regisseurs Alex van Warmerdam mit, wie etwa in Noorderlingen (1992), Das geheimnisvolle Kleid (1996) und in dem auf dem Märchen Hänsel und Gretel basierenden Filmdrama Grimm (2003). Im Laufe der Jahre kam er in mehr als hundert Filmen zumeist als Nebendarsteller zum Einsatz. Ab den 1950er Jahren war er zudem in zahlreichen Theaterstücken, unter anderem von Shaw, Pirandello, Strindberg und Oscar Wilde, auf der Bühne zu sehen. Ein von ihm verfasstes Stück unter dem Titel L’Échappée belle wurde unter seiner Regie 1964 im Théâtre La Bruyère erfolgreich aufgeführt. 1989 wurde er für den Molière, den wichtigsten französischen Theaterpreis, in der Kategorie Bester Nebendarsteller für seine Darbietung in einer Inszenierung von Alan Ayckbourns Just Between Ourselves nominiert.
Henri Garcin lebte in Paris und hatte eine Tochter, die Restauratorin Géraldine Albers (* 1954), aus einer Verbindung mit Claude Arnulf. Im Jahr 2018 veröffentlichte Garcin unter dem Titel Longtemps, je me suis couché tard seine Autobiografie.

## Filmografie (Auswahl)
- 1956: Das Gänseblümchen wird entblättert (En effeuillant la marguerite)
- 1957: Liebe, Lumpen, Leidenschaften (Le Grand bluff)
- 1957: Mademoiselle et son gang
- 1962: Auch Stehlen will gelernt sein (Arsène Lupin contre Arsène Lupin)
- 1964: Mata Hari, Agent H. 21
- 1965: Caroline und die Männer über vierzig (Moi et les hommes de 40 ans)
- 1966: Leben im Schloß (La Vie de château)
- 1966: Judoka – Unser Mann von Interpol (Le Judoka agent secret)
- 1967: Das Millionen-Duell (Fleur d’oseille)
- 1969: Blaue Gauloises (Les Gauloises bleues)
- 1970: Ein Bulle sieht rot (Un condé)
- 1971: Der Mörder hinter der Tür (Quelqu’un derrière la porte)
- 1974: Wann sehen wir uns wieder, Grelu? (Ursule et Grelu)
- 1974: Das wilde Schaf (Le Mouton enragé)
- 1974: Die Verfolgten (Les Guichets du Louvre)
- 1974: Das Urteil (Verdict)
- 1975: Monsieur Dupont (Dupont Lajoie)
- 1977: Der Richter, den sie Sheriff nannten (Le Juge Fayard dit Le Shériff)
- 1978: Nimm’s leicht, Mama (Vas-y maman)
- 1978: Trocadero (Trocadéro bleu citron)
- 1979: Ein perfekter Seitensprung (An Almost Perfect Affair)
- 1980: Die Polizistin (La Femme flic)
- 1980: Zwei Kamele auf einem Pferd (C’est pas moi, c’est lui)
- 1981: Die Kompanie der Supernieten (Faut s’les faire! … Ces légionnaires)
- 1981: Die Frau nebenan (La Femme d’à côté)
- 1985–1993: Maguy (TV-Serie, 333 Folgen)
- 1986: Wie aus heiterem Himmel (Les Étonnements d’un couple moderne) (TV-Film)
- 1990: Moselbrück (TV-Serie, zwei Folgen)
- 1990: Weekend für zwei (Un week-end sur deux)
- 1992: Noorderlingen (De noorderlingen)
- 1995: Hundert und eine Nacht (Les Cent et une nuits de Simon Cinéma)
- 1996: Das geheimnisvolle Kleid (De jurk)
- 1996: Am achten Tag (Le Huitième jour)
- 1996: Zirkusblut (La Dame du cirque) (TV-Film)
- 1999: Der Lügner (No Trains No Planes)
- 2003: Grimm
- 2004: San Antonio
- 2005: In äußerster Bedrängnis (Aux abois)
- 2005: Tortur d’amour – Auf immer und ledig (Il ne faut jurer de rien!)
- 2006: Der rosarote Panther (The Pink Panther)
- 2006: Sweet Mud – Im Himmel gefangen (Adama Meshuga’at)
- 2006: Mein bester Freund (Mon meilleur ami)
- 2006: Henry Dunant – Das Rot auf dem Kreuz (Henry Dunant: Du rouge sur la croix) (TV-Film)
- 2012: Das Mädchen und der Tod (Het Meisje en de Dood)
- 2013: Oben ist es still (Boven is het stil)
- 2015: Schneider vs. Bax
- 2016: Tonio
- 2019: La Sainte famille

## Theaterauftritte (Auswahl)
- 1954: Ein Fuß in der Schlinge (Un fil à la patte) von Georges Feydeau – Théâtre de Paris
- 1959: Der Arzt am Scheideweg oder Des Doktors Dilemma (The Doctor’s Dilemma) von George Bernard Shaw – Regie Jean Mercure, Théâtre des Bouffes-Parisiens
- 1962: Boeing Boeing von Marc Camoletti – Comédie-Caumartin
- 1966: Trovarsi von Luigi Pirandello – Regie Claude Régy, Théâtre Antoine
- 1968: L’Aide-mémoire von Jean-Claude Carrière – Regie André Barsacq, Théâtre de l’Atelier
- 1969: Jeder auf seine Weise (Ciascuno a suo modo) von Luigi Pirandello – Regie Daniel Leveugle, Théâtre de l’Est parisien
- 1978: Ein Käfig voller Narren (La Cage aux folles) von Jean Poiret – Regie Pierre Mondy, Théâtre du Palais-Royal
- 1982: Educating Rita von Willy Russell – Regie Michel Fagadau, mit Anémone, Théâtre Marigny
- 1984: Der Totentanz (Dödsdansen) von August Strindberg – Regie Claude Chabrol, mit Michel Bouquet und Juliette Carré, Théâtre de l’Atelier
- 1989: Just Between Ourselves von Alan Ayckbourn – Regie Stéphan Meldegg, mit Jean-Luc Moreau und Yvonne Clech, Théâtre La Bruyère
- 1992: Désiré von Sacha Guitry – Regie Jacques Échantillon, Tournee
- 1998: Glückliche Zeiten (Time of My Life) von Alan Ayckbourn – Regie Alain Sachs, mit Maaïke Jansen und Eric Metayer, Théâtre du Palais-Royal
- 1998: Empfindliches Gleichgewicht (A Delicate Balance) von Edward Albee – Regie Bernard Murat, mit Geneviève Page und Geneviève Fontanel, Théâtre Antoine
- 2006: Les Manuscrits du déluge von Michel Marc Bouchard – Regie Laurence Renn, Théâtre Tristan-Bernard
- 2013: Besuch bei Mr. Green (Visiting Mr. Green) von Jeff Baron – Regie Thomas Joussier, Festival von Avignon

## Auszeichnungen
- 1989: Nominierung für den Molière in der Kategorie Bester Nebendarsteller für Just Between Ourselves